# Gertrude Kazarwa

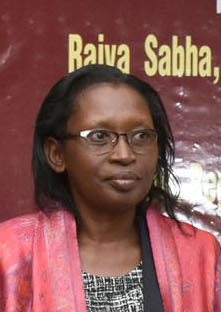
Gertrude Kazarwa (2018)

Gertrude Kazarwa (* 28. Dezember 1964 im heutigen Distrikt Gatsibo) ist eine ruandische Anwältin und Politikerin der Liberalen Partei. Sie war von 2014 bis 2019 Senatorin und ist seit August 2024 Parlamentspräsidentin der Abgeordnetenkammer Ruandas.

## Karriere
Kazarwa hat einen Master-Abschluss in Rechnungswesen von der Maastricht School of Management in den Niederlanden. Sie war zudem bei World Vision Ruanda als Buchhalterin für die Ostprovinz tätig. Nachdem Donatille Mukabalisa zurücktrat wurde Kazarwa im September 2014 mit einem Stimmanteil von 80,4 Prozent für die verbliebenen fünf Jahre der achtjährigen Amtszeit zur Senatorin der Ostprovinz gewählt. Bei der Parlamentswahl im Juli 2024 wurde Kazarwa für die Ostprovinz als eine der 24 Frauenrepräsentantinnen in die Abgeordnetenkammer gewählt. Im August 2014 wurde sie zudem mit 73 von 80 Stimmen zur neuen Parlamentspräsidentin der Abgeordnetenkammer Ruandas gewählt. Pie Nizeyimana von der Democratic Union of the Rwandan People (UDPR) erhielt 5 Stimmen, 2 weitere waren ungültig. Kazarwa war die dritte Frau in Folge nach Rose Mukantabana und Donatille Mukabalisa, die zur Parlamentspräsidentin gewählt wurde.

## Privates
Kazarwa ist verheiratet und hat drei Kinder.